# Kościół Narodzenia Najświętszej Maryi Panny w Wyszynie
Kościół Narodzenia Najświętszej Maryi Panny w Wyszynie – rzymskokatolicki kościół parafialny należący do parafii pod tym samym wezwaniem (dekanat kościelecki diecezji włocławskiej).
Jest to świątynia wzniesiona w 1782 roku. Ufundowana została przez Rafała Gurowskiego kasztelana przemęckiego. Rozbudowana została na początku XX wieku o kaplice pod wezwaniem Świętego Józefa, kruchtę i zakrystię. Odnowiona została w latach 1956–57. Rozwiązania architektoniczne w świątyni – wzniesionej na planie szesnastokąta i pokrytej dachem w formie dzwonu są unikatowe dla świątyń drewnianych. W 2000 roku została otwarta i zbadana w świątyni murowana krypta w formie krzyża. W 2003 roku zostało wykonane nowe pokrycie dachu.
Budowla jest drewniana, reprezentuje styl barokowy, wybudowana została w konstrukcji zrębowej. Świątynia jest orientowana, wzniesiona została na planie regularnego szesnastokąta. Po bokach do świątyni przylegają sześciokątne: kaplica, zakrystia i kruchta. Nakrywają je oddzielne wielokątne namiotowe dachy gontowe. Nawę nakrywa dach gontowy w formie zbliżonej do dwóch nałożonych na siebie dzwonów. Zwieńcza go wieżyczka z blaszanym dachem hełmowym i latarnią. Wnętrze nakryte jest stropem płaskim, podpartym ośmioma kolumnami korynckimi. Na nim znajduje się rzeźba Oko Opatrzności w glorii z trzema aniołami – symbolami cnót kardynalskich: krzyżem – cierpienie, sercem – miłość i kotwicą – wierność. Wokół chmury i gwiazdy. Chór muzyczny jest podwieszony, umieszczony na nim jest prospekt organowy o półkolistej linii parapetu ozdobiony malowidłem Orła Białego i herbami fundatora. Podłoga została wykonana z desek. Ołtarz główny jest ozdobiony obrazem Matki Bożej Czuwającej, dwa ołtarze boczne i ambona reprezentują styl rokokowy i powstały pod koniec XVIII wieku. Gotycka kamienna chrzcielnica została wykonana w XV wieku i jest ozdobiona geometrycznym ornamentem. Kropielnica jest kamienna. Portrety trumienne rodziny Gurowskich zostały malowane na blasze ołowianej i pochodzą z końca XVIII wieku.